# Балчуг Кемпински Москва
«Ба́лчуг Кемпи́нски Москва́» («Балчуг кемпински Москва») — гостиница группы отелей «Kempinski», расположенная в центре Москвы на углу улицы Балчуг и Раушской набережной.

## История
Доходный дом на этом месте был построен после пожара 1812 года, достраивались этажи. В 1897—1898 годах был снесён и построен заново по проекту архитектора Александра Иванова. На первом этаже расположили ресторан, а три верхних этажа стали сдавать художникам под студии.
В 1911 году гостиница была перестроена по проекту архитектора Владимира Глазова.
После революции 1917 года «здание Осиповых» использовалось как офисное. Затем в 1928 году в нём была открыта гостиница «Новомосковская». Здание дважды надстраивалось и в 1932 году стало семиэтажным. В 1939 году гостиница была перепрофилирована в общежитие Наркомата иностранных дел. В 1957 году стала работать как гостиница под названием «Бухарест».
В 1989—1992 годах здание гостиницы было перестроено и надстроено австрийским строительным консорциумом «Австрой Баугезельшафт». 1 октября 1992 года открылся отель «Балчуг Кемпински». 